# Xã Vinton, Quận Valley, Nebraska
Xã Vinton (tiếng Anh: Vinton Township) là một xã thuộc quận Valley, tiểu bang Nebraska, Hoa Kỳ. Năm 2010, dân số của xã này là 84 người.